# Kurdische Alphabete
Kurdische Alphabete sind Alphabete, die von der kurdischen Bevölkerung in den verschiedenen Staaten zur Verschriftlichung ihrer Sprachen (Kurmandschi, Sorani, Südkurdisch) verwendet werden.
Derzeit sind zwei dieser Alphabete in weitem Gebrauch:
- das lateinschriftliche Kurmandschi-Alphabet (Türkei 1932)

entwickelt von Celadet Ali Bedirxan, Bedirxan-Schrift oder nach der Zeitschrift Hawar Hawar-Schrift genannt. Sie wird von Kurden in der Türkei, in Armenien und in Syrien verwendet;
- das Sorani-Alphabet (modifiziertes Persisches Alphabet)

wird von Kurden im Irak und Iran verwendet.
Weitere Alphabete waren historisch oder sind regional im Gebrauch oder wurden vorgeschlagen, ohne in weiten Gebrauch gekommen zu sein.

## Das lateinschriftliche Kurmandschi-Alphabet (Hawar-Alphabet)
Das Alphabet der kurdischen Kurmandschi-Sprach umfasst 31 Buchstaben:
A, B, C, Ç, D, E, Ê, F, G, H, I, Î, J, K, L, M, N, O, P, Q, R, S, Ş, T, U, Û, V, W, X, Y, Z
a, b, c, ç, d, e, ê, f, g, h, i, î, j, k, l, m, n, o, p, q, r, s, ş, t, u, û, v, w, x, y, z
Bei der Vorstellung dieses Alphabets in seiner Zeitschrift Hawar schlug Celadet Ali Bedirxan vor, ḧ, ẍ und ' zur Umschrift der arabischen Buchstaben غ, ح und ع zu verwenden, die er als „nicht-kurdisch“ ansah. Diese drei Glyphen besitzen nicht den Status von Buchstaben des Alphabets und dienen nur der Darstellung dieser Laute, wenn dies für das Verständnis unumgänglich ist.
Die Türkei erkennt dieses Alphabet erst seit September 2013 an, da die Verwendung der nicht im türkischen Alphabet vorkommenden Buchstaben Q, W, X verboten war.

## Das Sorani-Alphabet
Kurden im Irak und Iran, die die kurdische Sprachvariante Sorani sprechen, verwenden hauptsächlich ein modifiziertes persisches Alphabet mit (33 Buchstaben).
ى ,ێ ,ە ,ﮪ ,ﻭﻭ ,ﻭ ,ﯙ ,ﻥ ,ﻡ ,ڵ ,ﻝ ,ﮒ ,ﮎ ,ﻕ ,ڤ ,ﻑ ,ﻍ ,ﻉ ,ﺵ ,ﺱ ,ﮊ ,ﺯ ,ڕ ,ﺭ ,ﺩ ,ﺥ ,ﺡ ,ﭺ ,ﺝ ,ﺕ ,ﭖ ,ﺏ ,ﺍ
Anders als das standard-arabische Alphabet, das ein Abdschad ist, ist das Sorani ein echtes Alphabet, bei dem Vokale eigene Buchstaben haben und so die Schrift leicht lesbar machen. Enthalten sind die im Kurdischen verwendeten zwei stimmhaften und stimmlosen Rachenlaute (Pharyngale) und der am weichen Gaumen gebildete stimmhafte Reibelaut (stimmhafter velarer Frikativ). Dennoch ist es keine vollständige Abbildung kurdischer Laute, da ihm das kurze /i/ fehlt, und es unterscheidet auch nicht zwischen /w/ und kurzem /u/ sowie zwischen /y/ und /î/.

## Das Kermaschani-Alphabet
Das Kermaschani-Alphabet ist ein Alphabet für südkurdische Dialekte der Region Kermanschah.
Die lautliche Zuordnung der Konsonanten entspricht weitgehend dem Hawar-Alphabet und erweitert es um zusätzlichen Buchstaben ł für [ɫ] („dunkles“ l), ň für [ŋ] und ř für ein „gerolltes“ r. Diese Laute werden in anderen kurdischen Dialekten auch mit den Doppelbuchstaben ll, ng, und rr geschrieben.
Die Zuordnung der Vokale weicht von Kurmandschi ab. So steht a für [ɑ] („dunkles“ a), e für [a] (offenes a), i für [e], î für [i], u für [o], û für [u] und ü für [y]. Die Buchstaben ê und o fehlen.

## Verwendung des kyrillischen Alphabets
Ein weiteres System für die wenigen (Kurmandschi-sprechenden) Kurden in der ehemaligen Sowjetunion verwendet ein modifiziertes kyrillisches Alphabet, das aus 32 Buchstaben besteht:
А, Б, В, Г, Г', Д, Е, Ә, Ә', Ж, З, И, Й, К, К', Л, М, Н, О, Ӧ, П, П', Р, Р', С, Т, Т', У, Ф, Х, Һ, Һ', Ч, Ч', Ш, Щ, Ь, Э, Ԛ, Ԝ

## Verwendung des armenischen Alphabets
Zwischen 1921 und 1929 wurde in der Armenischen Sozialistischen Sowjetrepublik das armenische Alphabet für die kurdischen Sprachen verwendet.
Diese Verwendung wurde anschließend durch ein dem Jaꞑalif (auch: Jaŋalif oder Yañalif) ähnelnden Lateinalphabet während der Latinisationskampagne (Romanisierung (Schrift)) ersetzt.

## Das einheitliche türkische Alphabet: Adaptation für das Kurdische
Im Jahre 1928 wurde die kurdische Sprache in der gesamten UdSSR, die Armenische SSR eingeschlossen, auf Lateinschrift umgestellt, die einige zusätzliche kyrillische Zeichen enthält:
a, b, c, ç, d, e, ә, f, g, г, h, i, ь, j, k, ʀ, l, m, ɴ, o, ө, w, p, n, q, ч, s, ш, ц, t, u, y, v, x, z, ƶ
1929 wurde dies reformiert und ersetzt durch:
| A a | B b | C c | Є є | Ç ç | D d | E e | Ә ә |
| Ә́ ә́ | F f | G g | Ƣ ƣ | H h | Ħ ħ | I i | J j |
| K k | K̡ k̡ | L l | M m | N n | O o | Ö ö | P p |
| Ṕ ṕ | Q q | R r | S s | Ş ş | T t | T̡ t̡ | U u |
| Û û | V v | W w | X x | Y y | Z z | Ƶ ƶ | Ь ь |

## Yekgirtú (lateinschriftlicher Vorschlag 2008)
Das lateinschriftliche Yekgirtú (Yekgirtí, yekgirig, auch Kurdish Unified Alphabet genannt) wurde 2008 von der Kurdish Academy of Language (KAL), einer informell organisierten NGO, vorgeschlagen. Es soll für alle kurdischen Sprachvarianten anwendbar sein; daher wurde es auch Yekgirtú (‚einheitlich‘) genannt.
Die Entwicklung des Yekgirtú folgte drei Grundsätzen:
1. Ein Laut – ein Buchstabe
(Ausnahme: Digraphen, wie velares [ll], vibrantes [rr], „jh“ und „sh“).
2. Weniger diakritische Zeichen:
Das Alphabet enthält nur in ISO 8859-1 enthaltene Zeichen, um sicherzustellen, dass alle Schriftzeichen auch auf Systemen verwendet werden können, die den Unicode-Standard nicht unterstützen.
3. Lehnwörter werden naturalisiert:
Sie müssen der allgemeinen globalen kurdischen Rechtschreibregeln folgen, wobei dialektale Sprechweisen ebenfalls zugelassen sind.
Das Yekgirtú enthält 34 Zeichen, einschließlich 4 Digraphen (jh, ll, rr, sh) und 4 Zeichen mit Diakritika (é, í, ú, ù). Es enthält 9 Vokale (a, e, é, i, í, o, u, ú, ù) und 25 Konsonanten.
A, B, C, D, E, É, F, G, H, I, Í, J, Jh, K, L, ll, M, N, O, P, Q, R, rr, S, Sh, T, U, Ú, Ù, V, W, X, Y, Z

## Vergleich kurdischer Alphabete
| Kurmandschi (Lateinisch) | Kurmandschi (Kyrillisch) | Sorani – Isoliert | Sorani – Initial | Sorani – Medial | Sorani – Final | IPA     |
| ------------------------ | ------------------------ | ----------------- | ---------------- | --------------- | -------------- | ------- |
| A,a                      | А,а                      | ا                 | ئا               | –               | ـا             | [aː]    |
| B,b                      | Б,б                      | ﺏ                 | ﺑ                | ـبـ             | ـب             | [b]     |
| C,c                      | Щ,щ                      | ﺝ                 | ﺟ                | ـجـ             | ـج             | [d͡ʒ]    |
| Ç,ç                      | Ч,ч                      | چ                 | ﭼ                | ـچـ             | ـچ             | [t͡ʃ]    |
| D,d                      | Д,д                      | ﺩ                 | –                | –               | ــد            | [d]     |
| E,e                      | Ә,ә                      | ە                 | ئە               | –               | ﮫ              | [ɛ]     |
| Ê,ê                      | Е,е(Э,э)                 | ێ                 | ئێـ              | ـێـ             | ـێ             | [e]     |
| F,f                      | Ф,ф                      | ﻑ                 | ﻓ                | ـفـ             | ﻒ              | [f]     |
| G,g                      | Г,г                      | ﮒ                 | ﮔ                | ـگـ             | ـگ             | [ɡ]     |
| H,h                      | Һ,һ                      | ﻫ                 | ﻫ                | ـهـ             | ـهـ            | [h]     |
| Ḧ,ḧ                      | Һ’,һ’                    | ح                 | حـ               | ـحـ             | ـح             | [ħ]     |
| –                        | Ә’,ә’                    | ع                 | عـ               | ـعـ             | ـع             | [ʕ]     |
| I,i                      | Ь,ь                      | –                 | –                | –               | –              | [ɪ]     |
| Î,î                      | И,и                      | ﯼ                 | ﺋﯾ               | ـيـ             | ﯽ              | [iː]    |
| J,j                      | Ж,ж                      | ﮊ                 | –                | –               | ـژ             | [ʒ]     |
| K,k                      | К,к                      | ﮎ                 | ﮐ                | ـکـ             | ﮏ              | [k]     |
| L,l                      | Л,л                      | ﻝ                 | ﻟ                | ـلـ             | ـل             | [l]     |
| –                        | Л’,л’                    | ڵ, ڶ              | ڵــ, ڶــ         | ـڵـ, ـڶـ        | ـڵ, ـڶ         | [lˁ]    |
| M,m                      | М,м                      | ﻡ                 | ﻣ                | ـمـ             | ـم             | [m]     |
| N,n                      | Н,н                      | ﻥ                 | ﻧ                | ـنـ             | ـن             | [n]     |
| O,o                      | О,о                      | ۆ                 | ئۆ               | -               | ـۆ             | [o]     |
| P,p                      | П,п                      | پ                 | پــ              | ـپـ             | ـپ             | [p]     |
| Q,q                      | Ԛ,ԛ                      | ﻕ                 | ﻗ                | ـقـ             | ـق             | [q]     |
| R,r                      | Р,р                      | ﺭ                 | –                | –               | ـر             | [ɾ]     |
| –                        | Р’,р’                    | ڕ, ڒ, ڔ           | –                | –               | ـڕ, ـڒ, ـڔ     | [ɽ]     |
| S,s                      | С,с                      | ﺱ                 | ﺳ                | ـسـ             | ـس             | [s]     |
| Ş,ş                      | Ш,ш                      | ﺵ                 | ﺷ                | ـشـ             | ـش             | [ʃ]     |
| T,t                      | T,т                      | ﺕ                 | ﺗ                | ـتـ             | ـت             | [t]     |
| U,u                      | Ö,ö                      | ﻭ                 | –                | –               | ـو             | [ʊ]/[ʉ] |
| Û,û                      | У,у                      | ﻭﻭ, ۇ             | –                | –               | ـوﻭ, ـۇ        | [uː]    |
| –                        | –                        | ۈ                 | –                | –               | ـۈ             | [ʉː]    |
| V,v                      | B,в                      | ڤ, ۋ              | ڤـ               | ـڤـ             | ـڤ ,ـۋ         | [v]     |
| W,w                      | Ԝ,ԝ                      | ﻭ                 | –                | –               | ـو             | [w]     |
| X,x                      | Х,х                      | ﺥ                 | ﺧ                | ـخـ             | ـخ             | [x]     |
| Ẍ,ẍ                      | Ѓ,ѓ                      | ﻍ                 | ﻏ                | ـغـ             | ـغ             | [ʁ]     |
| Y,y                      | Й,й                      | ﯼ                 | يـ               | –               | –              | [j]     |
| Z,z                      | З,з                      | ﺯ                 | –                | –               | ـز             | [z]     |